# ソン・ヨルム
ソン・ヨルム（ラテン文字表記：Yeol Eum Son, 1986年5月2日 - ）は韓国・原州市生まれの女性ピアニスト。

## 略歴
3歳からピアノを習い、1998年にデビュー。その後、キム・テジンに師事。韓国芸術総合学校を卒業し、ハノーファー音楽演劇大学に在籍していた。18歳の時、ショパンの練習曲(Op 10、Op 25)を全曲CD録音（"Universal Music" ）。これまでに、ソウル市立交響楽団、ニューヨーク・フィルハーモニック、NHK交響楽団、イスラエル・フィルハーモニー管弦楽団、東京フィルハーモニー交響楽団、ワルシャワ国立フィルハーモニー管弦楽団などと共演している。
その後、DeccaからCDをリリースした。ショパン国際コンクール2005の受賞者の中でメジャーデビューができた二人目（一人目はイム・ドンヒョク）のピアニストである。2021年現在は、Onyx Classics（イギリス）からCDをリリースしている。

## 受賞歴
- 1997年 - 第3回若い音楽家のためのチャイコフスキー国際コンクールピアノ部門最年少参加第2位
- 1999年 - 第3回オーバリン国際ピアノコンクール最年少優勝[6]
- 2001年 - 第7回エットリンゲン国際ピアノコンクール最年少優勝
- 2002年 - 第53回ヴィオッティ国際音楽コンクールピアノ部門最年少優勝[注釈 1]
- 2004年 - 第1回クムホ・ミュージシャン・アワード第1位[7]
- 2005年 - 第11回ルービンシュタイン国際ピアノコンクール第3位
- 2005年 - 浜松国際ピアノアカデミーコンクール第1位
- 2005年 - 第15回ショパン国際ピアノコンクールファイナリスト[8]
- 2009年 - 第13回ヴァン・クライバーン国際ピアノコンクール第2位銀賞
- 2011年 - 第14回チャイコフスキー国際コンクールピアノ部門第2位